# 乔纳森·惠特利
乔纳森·惠特利（英語：Jonathan Wheatley，1967年5月7日—）是一名英国一级方程式赛车技师，目前担任索伯车队的车队领队。

## 生平

### 一级方程式

#### 贝纳通车队/雷诺车队
20世纪90年代初期，乔纳森·惠特利在贝纳通车队开始了自己的赛车围场生涯，他从初级机械师做起。他在恩斯通工厂一路做到了首席机械师，在车队易手为雷诺车队后，惠特利继续留任新车队，直到2006年离开。

#### 红牛车队
乔纳森·惠特利加入新成立的红牛车队，担任运动总监。负责包括车队与国际汽联的沟通，保证车队在其规则下正确运作；并保持沟通通畅。他也作为车队维修区车组的负责人，监督包括车队进站等事务。在他的领导下，红牛车队在2019年巴西大奖赛上，为马克斯·维斯塔潘做出了1.82秒的最快進站记录，打破红牛车队此前在2019年德国大奖赛上做出的1.88秒成绩。直到2023年卡塔尔大奖赛由迈凯伦车队以1.80秒打破。2024年8月，红牛车队宣布本赛季结束后，惠特利将离开车队。

#### 奥迪车队
在红牛车队的通告中表示，惠特利的下一站会是奥迪车队。稍后奥迪和索伯车队确认乔纳森·惠特利将在2025年赛季起担任车队领队。此前索伯车队2023年起就一直空缺车队领队一职，由索伯集团的董事会成员、总法律顾问亚历山德罗·阿伦尼·布拉维以车队代表之名代任。2025年1月，由于红牛车队方面同意缩短惠特利的花园假期，奥迪宣布惠特利将在4月1日起上任，早于原先的2025年7月。